# Bergwerk von Pont-Péan
Das Bergwerk von Pont-Péan ist ein Bleibergwerk in der Gemeinde Pont-Péan, in der Bretagne. Es wurde vom 18. bis ins 20. Jahrhundert ausgebeutet. Denkmalgeschützte Überreste der Betriebsgebäude sind noch erhalten.

## Geschichte

### Geographischer Überblick
Die Gewinnung von Galenit, d. h. Bleiglanz, fand ab 1730 unter der Leitung von Thomas Harrington, Seigneur de la Corderie, erstmals an der Oberfläche statt. Der Bergbau begann am nördlichen Ende der metallhaltigen Zone und weitete sich dann allmählich nach Süden aus.
Die vielen Schächte im nördlichen Teil des Bergwerks, bis hin zum Chapelet-Schacht, stammen aus der Anfangszeit der Arbeiten zwischen 1730 und 1740. Der Boulangère-Schacht wurde um 1780 begonnen, der Députés-Schacht 1789, der L'Orme-Schacht zur gleichen Zeit oder etwas später, der République-Schacht 1794. Der 1862 abgeteufte Midi-Schacht ist der einzige neue Schacht des 19. Jahrhunderts. Insgesamt wurden 26 Schächte zur Erkundung oder Ausbeutung der Ader abgeteuft.

### Entdeckung
1628 entdeckten Jean du Chastelet, Baron de Beausoleil et d'Auffembach und seine Frau Martine de Bertereau, die als Prospektoren, d. h. Mineraliensucher, für Heinrich IV. und dann für den Bergbaudirektor Ludwigs XIII. tätig waren, an einem Ende des Tellé-Gebiets „eine gute Bleimine, die Silber, Vitriol, Schwefel, Zink, Quecksilber und Arsen enthält“. Das Ehepaar und seine Helfer wurden jedoch der Scharlatanerie beschuldigt und vom Probst von Morlaix, La Touche Grippé, ausgewiesen. Nachdem sie sich darüber beschwerten, wurden sie lebenslang ins Gefängnis gesteckt.
Yves de Liscoët, Seigneur de Coëtmen, erhielt 1628 eine Ausbeutungskonzession und ließ diese 1698 erneuern. Er hat jedoch keinen Bergbau betrieben. Erst ein Jahrhundert später wurde die Konzession am 11. Februar 1730 an Noël Danycan de l'Epine vergeben, dem Gründer der Compagnie des mines de Bretagne, der die Pariser Familie aufforderte, die für den Betrieb erforderlichen umfangreichen Verbesserungen zu finanzieren.

### 18. Jahrhundert

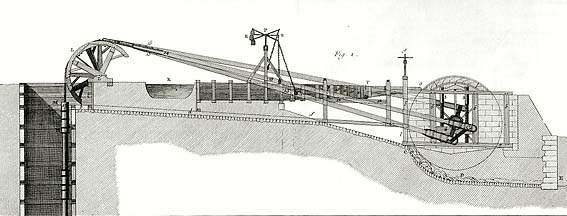
Pont-Péan, Die Maschinerie des neuen Bergwerks

Ab 1754 beteiligte sich Joseph Paris Duverney an der Ausbeutung. Von Juli 1754 bis November 1755 leitete Pierre-Joseph Laurent den Fluss Seiche im Bereich des Bergwerks um. Er nutzte dessen Wasserkraft in vorbildlicher Weise, was in mehreren zeitgenössischen Artikeln und Illustrationen geschildert wurde.
Die Mine wurde 1794 oder 1796 aufgegeben. Die Gründe für die Schließung, die durch einen Ministerialerlass von 1797 gebilligt wurde, waren unter anderem:
- die schlechte finanzielle Situation
- die Verpflichtung, Blei zu einem von der Regierung festgelegten und in Aufträgen bezahlten Preis an die Marinearsenale zu liefern
- die Notwendigkeit, neue Entwässerungsmaschinen einzurichten
- die Befürchtung, dass die bekannten Erzgänge sich in der Tiefe nicht fortsetzen[7]

### 19. Jahrhundert
Im Jahr 1829 wurde das Bergwerk dem Marquise Jeanne-Françoise-Chantal de Crécy de Bréhan überlassen, aber die Arbeiten wurden erst 1844 wieder aufgenommen, zunächst an der Oberfläche und ab 1852 unter Tage. Ende des 19. Jahrhunderts wurde das Bergwerk von Pont-Péan zum führenden Silber-Blei-Bergbaubetrieb des Landes, der vier Fünftel der nationalen Produktion lieferte. Um 1895 ist das Produktionsvolumen der Mine jedoch rapide zurückgegangen. Dies ist auf ungünstige Betriebsbedingungen (erheblicher Energiebedarf und schwerwiegende Probleme durch Überschwemmung der Stollen) in Verbindung mit einer Krise in der Bleiindustrie zurückzuführen. Schlechte finanzielle Bedingungen und eine veraltete Entwässerungsmaschinerie schwächten den Betrieb, der einen starken Wassereinbruch am 2. April 1904 nicht bewältigen konnte. Nachdem das Bergwerk eine Tiefe von fast 600 Metern erreicht hatte, wurde es geflutet. Das Bergwerk wurde ohne Vorankündigung geschlossen, und etwa tausend Arbeiter wurden arbeitslos.

### 20. Jahrhundert

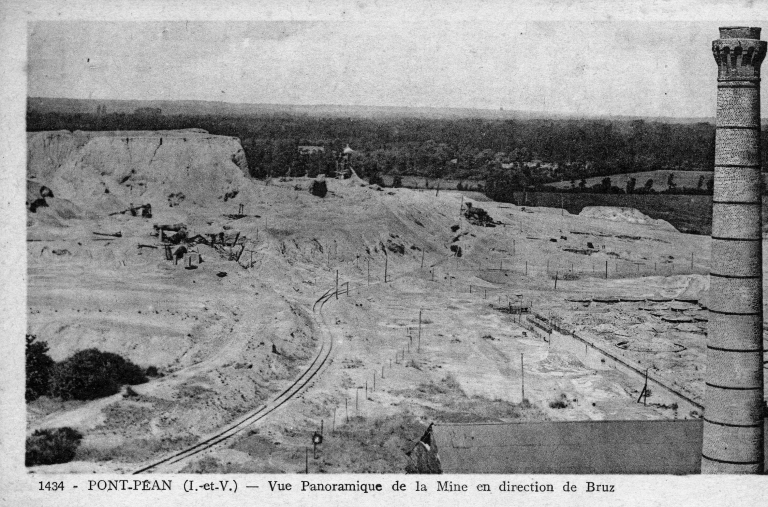
Feldbahngleise im Tagebau

Nach der Schließung beherbergte der Standort eine Waschanlage für alten Abraum, die 1907 von den Brüdern Georges und Léon Delambre, den Käufern der Gebäude des ehemaligen Unternehmens, errichtet wurde. Im Jahr 1910 beschäftigte dieses Werk 120 bis 125 Arbeiter. 1912 gründete Léon Delambre ein neues Unternehmen zur Herstellung von Kunstdünger, den sogenannten Superphosphaten, einem Nebenprodukt der Erzwäsche.
1928 wurde die „Wiederbelebung“ der Bergwerke von Pont-Péan und die bevorstehende Einstellung von mehr als 500 Arbeitern mit großer Öffentlichkeitswirkung angekündigt. Um die Arbeiter unterzubringen, wurde in wenigen Monaten auf dem Tellé-Gebiet eine riesige Stadt gebaut. Die Schächte Republic und Midi wurden mit neuen Fördertürmen ausgestattet. Ein Jahr lang wurde Wasser aus den Stollen gepumpt. Doch 1932 führte der Konkurs des Unternehmens zu einem Prozess, der einen Betrug aufdeckte. Die Arbeitersiedlung blieb daher unbewohnt.
Der Abraum des alten Betriebs (Schlamm und Halden) wurde von 1937 bis 1941 mit einer Erzwäsche aufbereitet und dann noch einmal ab 1951 bis zur Erschöpfung der Bestände im Jahr 1955.

## Bahntransport

### Pferdebahn
Anfangs nutzte die Société des Minerais et Produits Chimiques de Pontpéan eine von Pferden gezogene Feldbahn, die das Bergwerk mit einem nahegelegenen Schiffsanleger im Weiler Carcé verband.

### 500-mm-Decauville-Bahn nach Bruz

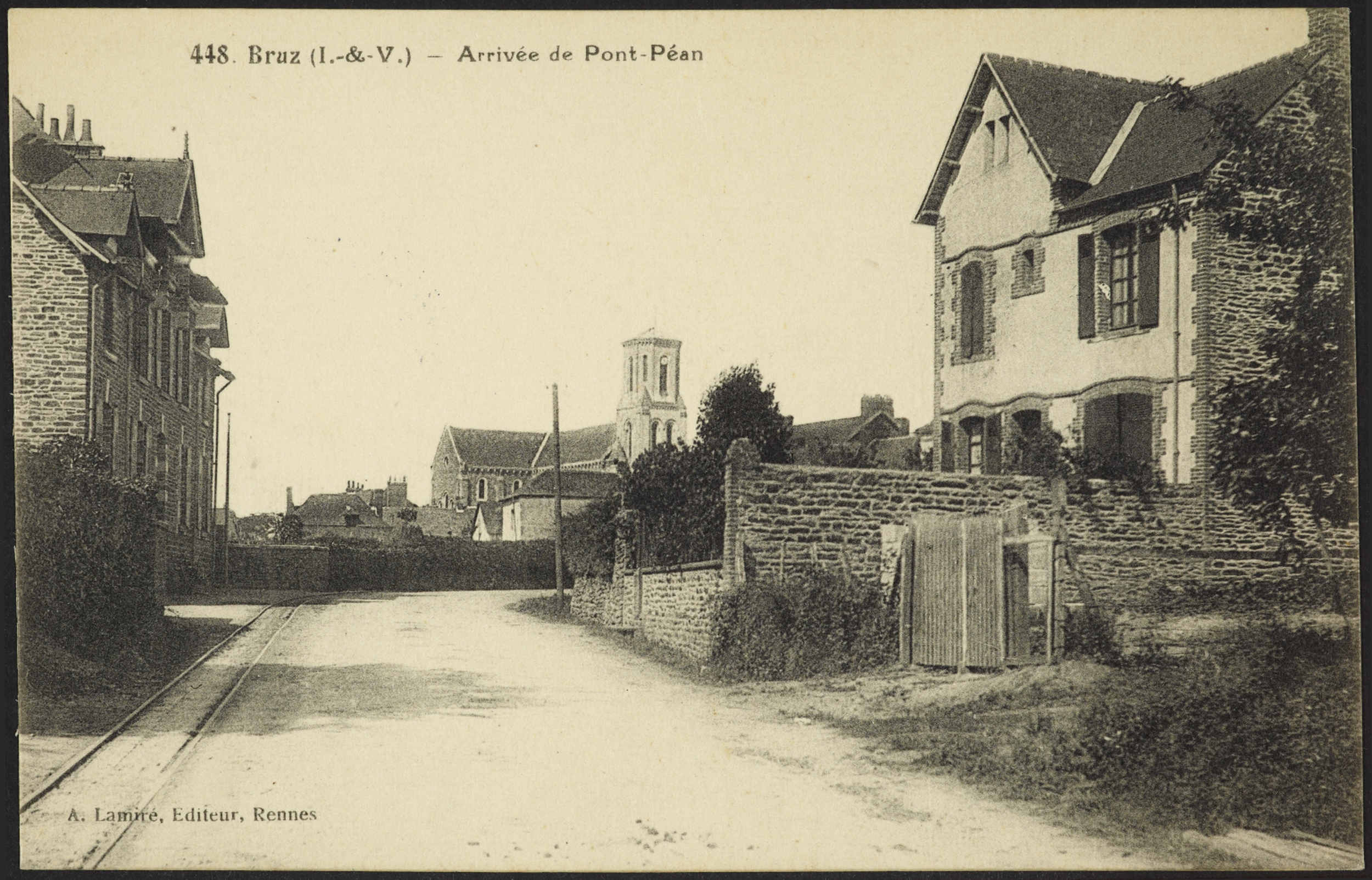
Decauville-Bahn bei der Gendarmerie von Bruz

Im August 1912 erhielt das Unternehmen die Genehmigung für die Verlegung und den Betrieb einer 3 km langen Decauville-Bahn mit einer Spurweite von 500 mm von den Bergwerken bis zum Bahnhof Bruz. Sie folgte nördlich des heutigen Kreisverkehrs der Rue de la Mine und der D 36, überquerte den Fluss Seiche in Carcé und führte dann durch die Stadt Bruz. Die hölzernen Wagen wurden erst von Pferden und später von Benzollokomotiven gezogen.

### 500-mm-Decauville-Bahn nach Pont-Péan
Für den Transport von Kunstdünger baute die Firma Delambre 1915/1916 eine 500-mm-Decauville-Bahn zum Meterspur-Bahnhof Pont-Péan der dampfbetriebenen Tramways d'Ille-et-Vilaine (T.I.V.), nachdem ihr die Überquerung der Nationalstraße N 137 durch ein Dekret vom 26. November 1915 genehmigt worden war. Die Züge durften nur tagsüber und nur mit Schrittgeschwindigkeit fahren, nicht länger als zehn Meter sein und nicht auf der Straße abgestellt werden. Nach Fertigstellung der Strecke verkehrten auf ihr drei bis acht mit Kunstdüngersäcken beladene Züge pro Tag zum Bahnhof der T.I.V.

### Meterspurbahn nach Pont-Péan

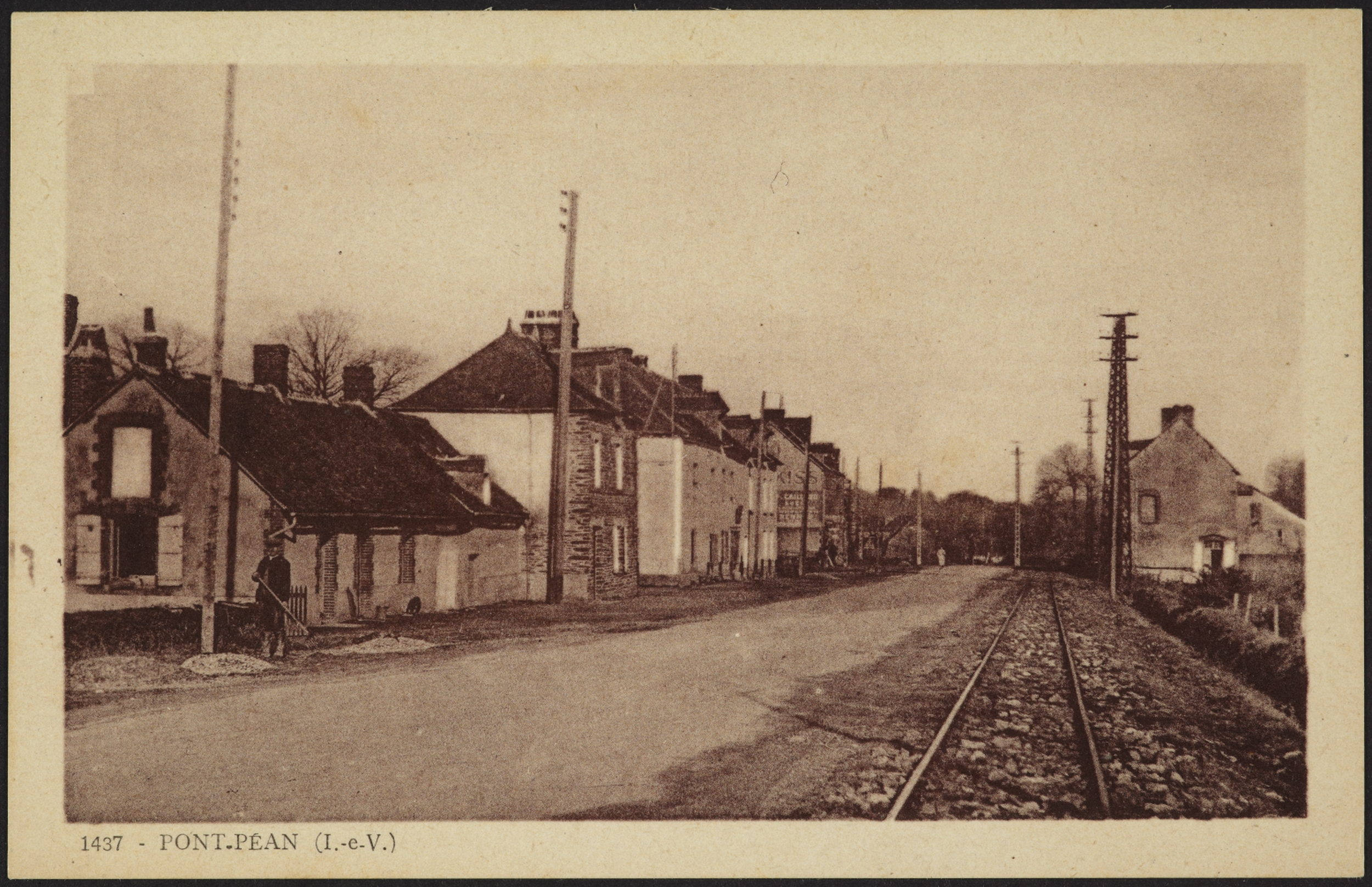
Meterspurbahn der T.I.V. an der Nationalstraße N 137 in Pont-Péan

Nach dem Ersten Weltkrieg wurde zwischen den Bergwerken und dem Bahnhof Pont-Péan ein Meterspur-Gleis gebaut, das die ursprüngliche Decauville-Bahn ersetzte. Zwei Straßenbahnzüge mit jeweils 40 t Ladung fuhren darauf etwa 10 Jahre lang bis ins Bergwerk.

### 600-mm-Decauville-Bahn nach Bruz
1924 wurde die Feldbahn nach Bruz auf 600 mm umgespurt, um sie mit einer während des Ersten Weltkriegs aus Stoke-on-Trent importierten Kerr-Stuart-Dampflokomotive der Joffre-Klasse (Nr. 2433/1915) zu betreiben, die sich die Société des Minerais et Produits Chimiques de Pontpéan günstig aus den Militärbeständen beschaffen konnte. Um die Sicherheitsbestimmungen des Stadtrats von Bruz zu erfüllen, mussten im Stadtgebiet von der Gendarmerie bis zur Einmündung des Chemin des Landes straßenbahnartige Doppelschienen verlegt werden, bei der die Schienen wie bei einer Straßenbahn ordentlich in den Straßenbelag eingelassen wurden.

### Niedergang und Stilllegung des Bahnbetriebs
Die vier Kilometer lange Strecke und deren Ausrüstung wurden im November 1933 von der Compagnie des Mines de l'Ouest erworben. Der Kaufvertrag umfasste „einen privaten Gleisanschluss“ an die staatliche Eisenbahngesellschaft am Bahnhof Bruz und „eine industrielle Zweigstrecke“ zur Ille-et-Vilaine Dampfstraßenbahngesellschaft. Die schließlich nicht mehr genutzten Gleise der Feldbahn nach Bruz entwickelten sich zu einem ungeliebten Hindernis für den Straßenverkehr. Daher ordnete der Präfekt am 17. Januar 1936 die Beseitigung der Gleise an, die die Fabriken mit dem Bahnhof Bruz verbanden. Die Zweigstrecke nach Pont-Péan wurde 1941 versteigert.

## Produktion
Vom 18. bis zum 20. Jahrhundert wurden in Pont-Péan ungefähr folgende Erz-Mengen gefördert und aufbereitet:
- 270.000 Tonnen Bleiglanz-Konzentrat mit etwa 55 % Blei
- 78.000 Tonnen Zinkblende-Konzentrat mit etwa 35 bis 40 % Zink
- 37.000 Tonnen Pyrit mit einem Schwefelgehalt von 35 %
- 15.000 Tonnen Mischpyrit[12]

Das Bergwerk Pont-Péan lieferte somit fast 200.000 Tonnen Metall, davon 9⁄10 Blei. Die Silbergehalte reichten von weniger als 200 g pro Tonne Blei bis über 3 kg. Die Zinkblende enthielt bis zu 3,5 kg Silber pro Tonne.

## Überreste
Das kurz nach 1890 errichtete Bürogebäude ist das wichtigste Überbleibsel der Mine. Es wurde per Dekret vom 15. November 1985 unter Denkmalschutz gestellt. Hinter den Büros bleiben alte Hallen, Arbeiterwohnungen und das 1865 erbaute Chateau de la Clôture, in dem die Direktoren der Mine wohnten.
Außerdem sind noch Überreste der runden Waschhäuser erhalten, in denen das Erz durch Gravimetrie angereichert wurde, sowie die Schächte Députés, République und Midi.
Im Jahr 1908 wurde die Kaue der Bergleute mit einem Glockenturm ausgestattet und vom Abt Julien Gosselin in eine Kapelle umgewandelt. Im Jahr 1948 wurde sie zur Pfarrkirche Saint-Melaine. In der Nähe der Kirche gibt es eine ehemalige Arbeitersiedlung, die in Sozialwohnungen umgewandelt wurde. Ein anderes Gebäude, das ebenfalls zu einem Wohngebäude umgebaut wurde, trägt noch immer das Schild Hôtel de la Mine.